# Magno Nazaret
Magno Prado Nazaret (Dourados, 17 de gener de 1986) és un ciclista brasiler professional des del 2007 i actualment militant a l'equip Soul Brasil Pro Cycling Team. Especialista en el contrarellotge, ha aconseguit dos cops el campionat nacional d'aquesta especialitat. També destaquen la seva victòria a la Volta a l'Uruguai i les dues al Tour de Brasil-Volta de l'Estat de São Paulo.
El 2007, després de guanyar Volta a l'Estat de São Paulo, va donar positiu en un control antidopatge i se li va retirar el triomf.

## Palmarès
- 2006
  - Campió panamericà sub-23 en contrarellotge
  - Vencedor d'una etapa de la Volta a Porto Alegre
  - Vencedor d'una etapa de la Volta a l'Estat de São Paulo
  - Vencedor d'una etapa de la Volta del Paranà
- 2007
  - Vencedor d'una etapa de la Volta per un Xile Líder
  - 1r al Volta a l'Estat de São Paulo i vencedor d'una etapa
- 2008
  - Vencedor d'una etapa de la Volta a l'Estat de São Paulo
- 2010
  - Vencedor d'una etapa de la Rutes d'Amèrica
  - Vencedor d'una etapa del Tour de Brasil-Volta de l'Estat de São Paulo
- 2011
  -  Campió del Brasil en contrarellotge
  - Vencedor d'una etapa del Tour de Rio
- 2012
  - 1r del Tour de Brasil-Volta de l'Estat de São Paulo
  - 1r de la Volta a l'Uruguai i vencedor d'una etapa
- 2014
  - 1r del Tour de Brasil-Volta de l'Estat de São Paulo i vencedor de 2 etapes
- 2015
  -  Campió del Brasil en contrarellotge
- 2017
  -  Campió del Brasil en contrarellotge
  - 1r de la Volta a l'Uruguai i vencedor d'una etapa
- 2018
  - 1r de la Volta a l'Uruguai i vencedor d'una etapa